# Бессарабовка (река)
Бессарабовка или Колонтаевка (укр. Бесарабівка) — левый приток реки Казённый Торец, расположенный на территории Славянского района и Славянского горсовета (Донецкая область, Украина).

## География
Длина — 11 км. Площадь бассейна — 60,4 км². Служит водоприёмником промышленных стоков.
В нижнем течении сообщается водотоками с Славянской группой солёных озёр. Имеет место убыль воды Славянский озёр, в частности озера Солёное (Слепное), путём стока через реку.
Берёт начало в лесном массиве на территории Славянского района, что севернее микрорайона Соболевка города Славянск. Река течёт на юг, юго-восток. Впадает в Казённый Торец (на 20-м км от её устья) южнее микрорайона Восточный города Славянск.
Берег нижнего течения расположен в границах регионального ландшафтного парка Славянский курорт и Приозёрного заказника.
Река загрязнена, из-за промышленных сбросов (в частности центральной канализации). Прибрежная полоса место обитания прибрежно-водных видов птиц.
Притоки: (от истока к устью)
- Карповка (л.)

Населённые пункты (от истока к устью):
- Славянск